# VIPER (ゲーム)
『VIPER』（バイパー）は、1993年から2003年まで有限会社サイレンスのアダルトゲームブランド「ソニア」より発売されていた、アニメーションアダルトゲームのシリーズ。

## 概要
作品によって異なるが、対応機種はPC-9801VM21以降（以降、「PC98」と表記）、X68000（以降、「X68000」と表記）、FM TOWNS（以降、「TOWNS」と表記）、Windows 95（以降、「Win」と表記）、Macintosh（以降、「Mac」と表記）。メディアはフロッピーディスク（以降、「FD」と表記）、CD-ROM、DVD-ROM。
サイレンス代表取締役社長のP（パワー）・ウォリアーが、極楽シリーズ以外の全作品の原作、プロデューサー、ディレクター、シナリオ、絵コンテなどを担当したうえ、開発当時のテレビアニメやOVAで活躍中だった有名アニメーターたちが、キャラクターデザイン、作画監督、原画などで多数参加したため、アダルトゲームファンだけでなくアニメファンからも多数の支持を得られた結果、シリーズ売上は累計100万本に達している。
ダッジ・バイパーから付けられた冠タイトル『VIPER』をはじめ、パッケージタイトルのほとんどや一部のキャラクター名は、当時のP・ウォリアーの趣味でもあった外国製スーパーカーの車名、その関連物、エンジン形式などの名前から付けられている。
2013年現在、すべてのパッケージ版はロットアップ済み。Win版を元にしたダウンロード版が各ダウンロード販売サイトで廉価販売中（『BTR』、アミューズメントソフト、デジタル画集を除く）。
なお、サイレンス健在時に発行されていたメールマガジンによれば、後述タイトル以外にもMシリーズ新作の『VIPER -M6-』や、P・ウォリアーの師匠の大張正己をゲストに迎えての『VIPER-Z3 〜THE NIGHT MASTER〜』などが予定されていたが、サイレンスの消滅に伴い実現しなかった。後者は実現していた場合、作中に登場する女子プロレスラーを大阪プロレスで実際にデビューさせる予定だった模様。また、サイレンス消滅後の2004年から2006年にかけて本シリーズの原動画がYahoo!オークション（ヤフオク!）へ大量に流出していたが、美少女ゲーム誌で紹介されるような本編使用分だけでなく、まず表には出ないとされる版権物使用分も多く含まれていたため、出品者（ID削除済み）は元サイレンス関係者と見られている。

## Vシリーズ
3本（『V16』のみ2本）の短編シナリオから成るオムニバス形式であり、同シリーズは「気軽にアニメを楽しむ」というコンセプトがある。メディアはすべてWinとTOWNSのみがCD-ROM、それ以外がFD。

### V6
『VIPER -V6-』は、ソニアから1993年6月25日に発売されたPC98用アダルトゲームである。本作ではPC98のほかに、X68000、TOWNS、Winに対応しており、このうちTOWNS版のタイトルには『Turbo RS』が付く。また、X68000版のうち、「ダブルインパクト」にはCGが追加されている。
加えて、Win版は2007年に発売された『メガストア』3月号に収録された。
本作には「アフタヌーン」・「悪魔が来たりて…」・「ダブルインパクト」の3話が収録されている。
ストーリー
- 「悪魔が来りて」
  - 主人公・小川がいじめっ子に復讐するため悪魔カレラを召喚し、彼女の美しさに魅了された結果セックスをするという内容になっている。

- 「ダブルインパクト」
  - 私立探偵の久美と美保が依頼人に騙されてAVデビューする様子が描かれている。

- 「アフタヌーン」
  - 最も外見が20歳に見えづらい女性を決めるコンテストに参加した主人公の一代が、優勝者の六実に因縁をつけ、レズ合戦の末に双方が絶頂を迎えるという物語である。お昼の某生放送バラエティ番組のパロディ。

反響
「悪魔が来たりて…」のヒロインを務める悪魔のカレラは人気を集め、『GTS』に収録の続編「悪魔は再び」が制作された他、ソニアを代表するヒロインの1人となった。
同シナリオの原画担当者であるささやんは、1996年に発行された無料小冊子「ソニアインフォメーション」Vol.2の中で、キャラクターのわかりやすさが人気につながったのではないかと推測している。
また、同冊子の中で、ささやんは自分がその気でないことに加え、P・ウォリアーが「『VIPER』シリーズ＝カレラ」のイメージを付けるのを望んでいないことを理由に、『GTS』以降もカレラを題材とした続編はないだろうとしている。

### V8
『VIPER -V8-』は、ソニアから1993年9月10日に発売されたPC98用アダルトゲームである。本作ではPC98のほか、X68000、TOWNS、Winに対応しており、このうちX68000版のタイトルには『TWIN TURBO』、TOWNS版のタイトルには『Turbo RS』がそれぞれ付く。また、2007年にはWinが『メガストア』3月号に収録された。
本作には、「18日の禁曜日」・「ALIEN WAR」・「DEMONS NIGHT」が収録されている。
ストーリー
- 「18日の禁曜日」
  - 山奥のキャンプ場にやってきた若者グループが、伝説の殺人鬼・J-SONをモチーフとしたプレイをする内容となっている。

- 「DEMON NIGHT」
  - 勇者リュウが、攫われた美少女・リサを救出すべく、魔族の親玉・デーモンに戦いを挑む内容となっている。

- 「ALIEN WAR」
  - 地球に侵略してきた異星人・アントラー星人にとらわれたパイロットのシルビアが、彼らの性的な尋問の中で彼らに愛を教え、地球侵略をあきらめさせる内容となっている。

### V10
『VIPER -V10-』は、ソニアから1994年3月11日に発売されたPC98用アダルトゲームである。本作はシリーズで初めてフルスクリーンサイズとなりPC98に加え、TOWNS、Winに対応している。なお、TOWNS版のタイトルには『Turbo RS』が付く。本作には「ノーザン・ライト」・「リア・アンダー」・「チルドレンズ・プレイ」が収録されている。
あらすじ
ノーザン・ライト
剣道部の主将である主人公は、道場破りの少女・藤堂あすかに倒される。1週間後、納得の行かない主人公の要求により、リベンジマッチが始まる。
チルドレンズ・プレイ
少女・優紀は大好きな先輩を想いながら自慰にふけっていたところを、何者かに盗撮される。体育倉庫に呼び出された優紀のもとには子供2人が待ち構えており、優紀は2人にいたずらをされてしまう。
リア・アンダー
人類は、自分たちが生み出したロボットに支配権を奪われていた。レジスタンスの女性兵士はロボット軍にさらわれ、凌辱を受ける。
開発
「ノーザン・ライト」は当時のアダルトゲームの題材としては珍しかった剣道を取り上げており、原画担当者の桂枝毛は、最初にスポーツを題材にしようとした際、露出度の低いユニフォームのほうが良いだろうと考えた末に剣道にしたと「ソニアインフォメーション」Vol.3のインタビューの中で振り返っている。また、桂は同インタビューの中で野球も候補に挙がっていたことを明かしており、そちらの方が剣道よりも楽だったと振り返っている。一方、P・ウォリアーはあすかの頭髪をピンク髪にしたいと考えていたが、「より現実的なほうが良い」という桂の提案により、茶髪に変更された。
反響
あすかはカレラに並ぶ人気を集め、『CTR』に収録の続編『あすか』が制作されたほか、ソニアを代表するヒロインの1人となった。後年には、株式会社アイロゴス（旧：テレネット・ジェイアール）の運営するEZケータイアレンジ向けの着せ替えサービスにも採用されている。

### V12
『VIPER -V12-』は、ソニアから1995年4月21日に発売されたPC98用アダルトゲームである。本作はPC98版に加え、TOWNS版、Win版が発売された。なお、TOWNS版のタイトルには『Turbo RS』が付く。本作には、「魔法の賭博師 トトカル☆チョミ」・「ANGEL DUST」・「未来特捜ブレイバン」の3本が収録されている。このうちフルスクリーンサイズはANGEL DUSTのみだが、残りの2タイトルは後述のように単独作品として続編が発売されており、そちらではフルスクリーンサイズとなった。2014年にはWin版が『TECH GIAN BRILLIANT 2013年下半期』に収録された。
あらすじ
3つのシナリオのいずれもHシーンは凌辱の類となっている。
ANGEL DUST
金持ちの宇宙船を相手に物乞い生活をしているケイトとユリア。しかしその行動は恐喝まがいの派手な失敗（破壊行為）ばかりという、実態は単なる宇宙海族。今日も通りすがりの貨物船に狙いを定める。
未来特捜ブレイバン
正義のヒーロー・ブレイバンに負け続きの悪の組織・ドーナゲは、新たな女幹部・ゲル大佐の指揮のもと、ブレイバンの相棒の女・アンリを狙う作戦に出る。
魔法の賭博師 トトカル☆チョミ
大人の事情で毎年2回、春や秋頃に魔法少女を探しに妖精が現れる。今シーズンも適当な少女・留理のもとに妖精のサイとコロがやって来た。しかし留理は大人になってギャンブルをするのが夢という、変わった子だった。

### V16
『VIPER -V16-』は、1995年12月22日にソニアから発売されたPC98用アダルトゲームである。本作はPC98に加え、TOWNS、Winに対応している。なお、TOWNS版のタイトルには『Turbo RS』が付く。
本作には「-RISE-」と「-IMAGINE-」の2本のシナリオが収録されている。シナリオの本数が減らされた理由について、P・ウォリアーは「参加したアニメーターから『この分量だと3本は入らないので、2本にしよう』と提案された」と無料小冊子「ソニアインフォメーション」にて明かしている。
あらすじ
-RISE-
武術に長けた少女・本条寺あきらはファミリーレストランでのアルバイト中、突如現れた地底人たちにより、同僚のサキやかりんと共に地底へ誘拐される。その後、地底人の子を産む道具として監禁されたあきらたちは、地上への脱出を試みる。
-IMAGINE-
高校卒業後、主人公はゲーム好きが高じて専門学校のコンピューター科に入学し、校内の他の科に在籍する遥、貴子、奈美の3人と親しくなる。
開発
音楽を手掛けた荒川憲一は本作にて、楽曲制作の環境が変わったと三才ブックスとのインタビューの中で振り返っている。
反響
2人の人気アニメーターが競作する形となったため、高評を得た。『-RISE-』のヒロイン・本条寺あきらはカレラやあすかに並ぶ人気を集め、『GTB』に収録の続編『-RISE AFTER-』が制作されたほか、ソニアを代表するヒロインの1人となった。また、本作は後年のダウンロード販売時にはVシリーズで唯一シナリオ別の販売となった。

## RSキット
初期のPC98版に、当初X68000版やTOWNS版にのみ搭載されたアニメや、新規録音された音声データを追加するデータ集であり、単体では動作不可。メディアはFD。
なお、Vシリーズの『V12』以降やTシリーズの『BTR』以降には音声データが最初から搭載されているので、RSシリーズは存在しない。『V12』を除く音声入り版ではいずれも16ビット機がサポートされなくなり、文字通りPC-9801RS（386SX搭載）以降が対象機種になっている。発売日は以下のとおり。
- VIPER V6RS - 1995年3月31日
- VIPER V8RS - 1995年5月26日
- VIPER V10RS - 1995年7月14日
- VIPER GTSRS - 1995年11月10日

## Tシリーズ
Vシリーズの内、反響の大きかった短編シナリオの続編または番外編を描く長編1本ものであり、キャラクターを描くというコンセプトが打ち立てられた。キャラクターデザインや作画監督は、元シナリオと同じアニメーターが担当。
VIPER -GTS- 悪魔は再び
『V6』に収録の「悪魔が来たりて…」の続編で、魂を奪い損ねたカレラに対する仲間たちからの懲罰とその顛末が描かれている。PC98版初回発売は1994年11月25日。対応機種はPC98、Win。メディアはPC98がFD、WinがCD-ROM。後にアダルトアニメ化もされている。詳しくは後述。2014年にはWinが『TECH GIAN BRILLIANT 2013年下半期』に収録された。
VIPER BTR 魔法の賭博師 トトカル☆チョミ
『V12』に収録の同名シナリオの続編。ライバルとなる新たな魔法少女が現れ、次期女王候補を巡る争いが描かれる。PC98版初回発売は1996年7月5日。対応機種はPC98。メディアはFD。
麻雀ゲームを内蔵しており、本編クリア後はこれのみ遊ぶこともできる。同社は過去に『あにまーじゃん』シリーズを作っていた実績があり、『BTR』本編で麻雀は1イベントに過ぎないサブゲームだったにもかかわらず4人打ちの本格的なものになっている。
PC98版発売後、シナリオの倫理的な難点をユーザーに指摘されたため、Winへの移植は見送られた。
VIPER CTR 〜あすか〜
『V10』に収録の『ノーザン・ライト』の続編だが、相思相愛の学生カップルの前に幼馴染が現れるという物語構成は、同人ソフト『VISION2』をベースとしている。
PC98版初回発売は1997年1月24日。対応機種はPC98、Win。メディアはPC98がCD-ROMとFD（後者は通信販売のみ。日本のアダルトゲーム史上最多の40枚組）、WinがCD-ROM。2013年にはWinが『TECH GIAN BRILLIANT 2012年下半期』に収録された。
VIPER GTB -RISE AFTER-
『V16』に収録の『RISE』の続編。2000年1月15日発売。対応機種はWin。メディアはCD-ROM。
VIPER GT1 〜あきらくんといっしょ〜
『GTB』の番外編。2000年8月31日発売。対応機種はWin、Mac（ハイブリッドCD-ROMでWin、Mac両対応）。メディアはCD-ROM。
上記のほか、後述の『VIPER DIGITAL MUSEUM』に付属するブラウザゲームではTシリーズと命名規則が同じ『Viper STG』というタイトルが使われている。カレラを主人公としたシューティングゲーム (STG) であり、上記『GTS』のパロディ的作品。従来のアニメ表現を用いた作品ではないが、過去の人気キャラクターを用いた一本ものという点については同様である。

## Fシリーズ
Tシリーズと同じく長編シリーズだが、シナリオは陰湿な内容であり、セックス描写も凌辱のみへ傾倒させたハード路線となっている。対応機種は、『F40』がPC98、Win兼用。『F50』がWin専用。メディアはCD-ROM。P・ウォリアーは本シリーズのコンセプトを「アニメの面白さ」としており、このために大幅な路線変更をしたと「ソニアインフォメーション」で明らかにしている。
VIPER -F40-
1997年11月7日発売。シナリオは過去作品の続編ではなく、オリジナルの一本物。『V16』の「-RISE-」の原画家であるすがわらあわじが原画を手掛けている。
2013年には『TECH GIAN BRILLIANT 2012年下半期』に収録された。
あらすじ（F40）
元刑事の探偵ライカ・グレースは、かつての同僚リリア・ミルクレーブから所轄管内で起きている連続失踪事件の捜査協力を依頼される。ライカが依頼を引き受けてから3日後、警察に出勤したリリアは捜査を中止せよという脅迫を受け、ライカの助手シーラ・マクレッグは失踪する。その後、ライカとリリアの捜索もむなしく、シーラは殺害される。
評価（F40）
書籍『電脳美少女虎の巻』において、『F40』はゲーム性が極力排除されている分、映画のようにストーリーが自然に展開されており、娯楽メディアとしては物語の起伏がわかりやすく、楽しめる崎品であると評価されている。同書では、Hシーンがすべてレイプシーンであり、そのようなものが好きな人には楽しめるだろうとしつつも、シーラのHシーンだけ音声がない点を指摘されている。
VIPER -F50- 未来特捜ブレイバン
1999年4月23日発売。『V12』に収録の同名シナリオのパラレル続編。
2014年には『TECH GIAN』5月号に収録された。

## Mシリーズ
原点に立ち返り、Vシリーズと同じく短編シナリオから成るオムニバス形式を再び目指したが、実際にこの形式が用いられたのは『M1』のみである。
特に、『M3』は数々のトラブルによる開発中止を経て一本物の『M3-3.2』へと変更され、『M5』より後に発売となった。すべて対応機種はWin、メディアはCD-ROM。
VIPER -M1-
1998年6月27日発売。「GREEN BOY」、「THE MAY WORKS」、「MY MOTHERS」の3本のシナリオが収録されている。
「MY MOTHER」は、攫われた恋人を助けるべく、マッドサイエンティストである祖父の力を借りて恋人をさらった少女みかの活躍を描いた内容となっている。
「GREEN BOY」は、花屋の三姉妹と、謎の種から生まれた美少年の交流を描いている。
「THE MAY WORKS」は、地球人の少女・マキをめぐる、スライムとカブトという2人の異星人の争いとその顛末が描かれている。
また、「THE MAY WORKS」は、キャラクターデザイン・原画を担当した神坂公平が後にジェリーフィッシュの『SISTERS 〜夏の最後の日〜』へ起用されるきっかけとなった。2014年にはWinが『TECH GIAN BRILLIANT 2013年下半期』に収録された。
VIPER -M3-
美少女ゲーム誌の誌面へ第一報やキャラクターデザイン画を掲載するも、開発中止。
VIPER -M3- 3.2
2002年12月20日発売。2013年には『TECH GIAN BRILLIANT 2012年下半期』に収録された。
VIPER -M5-
2001年10月5日発売。
評価・反響
『M1』に対して、書籍『電脳美少女虎の巻 弐』はアニメーションに対する思い入れが強いと述べている。また、同書ではゲームの構成が従来通りのオムニバスに戻ったことにより、VIPERらしい独特のノリが復活したとも語っており、物語もテンポよく進むのもキャラクターの個性が強いゆえだろうと評価している。
『M5』は、ASCIIが集計した「ソフマップ売り上げランキング(10月2日-10月15日調査)」にて5位にランクインした。

## VIPER -RSR-
『 VIPER -RSR-』は、2002年7月31日に発売されたWindows向けのコンピュータRPGであり、アドベンチャーゲームやアニメとしてだけではなく、多種のゲームとしても楽しめることを目指して開発された。
元々は、Rシリーズとして発売される予定だったが、サイレンス消滅により、同作のみで終わっている。メディアはCD-ROM。のちにDVD-ROM版も発売された。

## 極楽シリーズ
画面内で展開される双六形式のボードゲームを勝ち進むことにより、過去作品のセックスアニメや本作描き下ろしのセックスアニメが見られるようになるという、一風変わったシリーズ。ただし、アニメは過去作品のようなプログラムによるものではなく、ムービー形式である。
なお、音声については過去作品から流用して半ば無理矢理組み込んだだけであり、新録はされていない。また、本シリーズのみディレクターはみずまくらが担当した。対応機種はすべてWin。メディアはすべてCD-ROM。全4巻の発売日は以下のとおり。
- 極楽VIPER PARADICE - 2000年4月28日
- 極楽VIPER LANJERIE 赤 - 2001年4月13日
- 極楽VIPER LANJERIE 黒 - 2001年4月13日
- 極楽VIPER LANJERIE 紫 - 2001年10月26日

## アミューズメントソフト
メディアはすべてCD-ROM。
VIPER DIGITAL MUSEUM
版権イラストを多数収録してデータベース化。新作のスクリーンセーバーやミニゲームも収録。1998年8月28日発売。対応機種はWin、Mac（Win、Mac両対応のハイブリッド仕様）。
VIPERアイランド
ミニゲームや、「M.I.N.」時代の同人ソフトを収録。対応機種はすべてWin、Mac（Win、Mac両対応のハイブリッド仕様）。全6巻の発売日は以下のとおり。
- VIPERアイランド Vol.1 - 1999年1月29日
- VIPERアイランド Vol.2 - 1999年3月25日
- VIPERアイランド Vol.3 - 1999年5月25日
- VIPERアイランド Vol.4 - 1999年7月23日
- VIPERアイランド Vol.5 - 1999年9月24日
- VIPERアイランド Vol.6 - 1999年11月25日

## タイピングソフト
タイピングVIPER
メディアはCD-ROM。2001年6月22日発売。対応機種はWin。

## デジタル画集
メディアはすべてCD-ROM。対応機種はWin。
VIPER DIGITALイラストレーションズ
すべて1997年5月23日発売。
- VIPER DIGITALイラストレーションズ 1 ささやん編
- VIPER DIGITALイラストレーションズ 2 桂枝毛編
- VIPER DIGITALイラストレーションズ 3 すがわらあわじ編
- VIPER DIGITALイラストレーションズ 4 オールキャラ編1
- VIPER DIGITALイラストレーションズ 5 オールキャラ編2

VIPER DIGITALイラストレーション2000
すべて2000年10月27日発売。
- VIPER DIGITALイラストレーション2000 B
- VIPER DIGITALイラストレーション2000 G
- VIPER DIGITALイラストレーション2000 R

## リメイクシリーズ
『V6R』はVシリーズから選んだ短編シナリオのリメイク、『V8R』はそれに新作シナリオを加えた作品。しかし、開発開始の時点ですでに大半のユーザーに見限られていたことから売上は伸びず、実質上の最終シリーズとなった。対応機種はすべてWin、メディアはすべてDVD-ROM。
VIPER -V6- R
2003年3月20日発売。収録シナリオは以下のとおり。
- エイリアンウォー
- ダブルインパクト
- 悪魔が来たりて

VIPER -V8- R
2003年8月29日発売。収録シナリオは以下のとおり。
- 子待川探偵事務所 〜社長令息営利目的誘拐事件顛末記〜
- 18日の禁曜日
- デーモンズナイト

## アダルトアニメ版

### 概要（アダルトアニメ版）
2002年から2003年にかけ、『VIPER -GTS-』のタイトルでMOON ROCKよりDVDとVHSの全3巻（各巻30分）で発売された。シリーズやキャラクターの名前は自動車に由来している。『V6R』に収録の『悪魔が来たりて』のスタッフによるアダルトアニメ化作品であり、そのリメイク元である『V6』に収録の『悪魔が来たりて』のスタッフや『GTS』のスタッフは、P・ウォリアーを除いて関わっていない。『GTS』を原作としているが、『悪魔が来たりて』の内容も内包している。声優は非公表。
2005年10月24日には、ダウンロード販売が全3巻同時に開始されている。

### スタッフ
- 原作 - SOGNA PC版「VIPER」シリーズ
- 製作 - MOONROCK、賀山茂、瀬端文雄
- 企画 - 小宮克次
- プロデューサー - 酒井俊治、元塚朗
- 監督 - おーばりまさみ
- キャラデザイン[注釈 8] - ハマザキケンイチ
- 音響監督 - 黛薫（第1巻）、渡辺淳（第2巻以降）
- 音響効果 - 林直人
- 音楽 - 河辺健宏、上松範康（feel）
- 制作：スタジオG-1NEO、フロントライン

### 各話リスト
| 巻数 | サブタイトル | 脚本         | 演出           | 画コンテ | 作画監督         | 発売日         |
| ---- | ------------ | ------------ | -------------- | -------- | ---------------- | -------------- |
| 1    | 悪魔召姦編   | P.ウォリアー | 三宅雄一郎     | 古賀仁   | ハマザキケンイチ | 2002年12月24日 |
| 2    | 悪魔交輪編   | P.ウォリアー | おーばりまさみ | 古賀仁   | わたなべくにとし | 2003年7月25日  |
| 3    | 悪魔娼天編   | P.ウォリアー | おーばりまさみ | 古賀仁   | わたなべくにとし | 2003年9月25日  |

## 関連書籍

### ムック本
VIPERイラスト原画集
すべてコンパスより発売。
- VIPERイラスト原画集 I - 『V6』『V8』『V10』『GTS』の設定、原画、画面を収録。ISBN 9784906407293
- VIPERイラスト原画集 II - 『V12』『V16』『RSキット』の設定、原画、画面を収録。ISBN 9784906407576
- VIPERイラスト原画集 III - 『BTR』『CTR』の設定、原画、画面と『F40』の画面を収録。ISBN 9784906407934
- VIPERイラスト原画集 IV - 『F40』『M1』の設定、原画、画面を収録。ISBN 9784877630188
- VIPER GTB -RISE AFTER- イラスト原画集 - 『GTB』の設定、原画、画面を収録。ISBN 9784877630546
- VIPER -RSR- 設定原画集 - 『RSR』の設定、原画、画面を収録。ISBN 9784877630980

VIPER -F40- オフィシャルファンブック
ベストセラーズより発売。 『F40』の設定、絵コンテ、画面を収録。ISBN 9784584160732
VIPER FAN BOOK
コンパスより発売。シリーズ10作達成を記念し、『M1』から『V6』までの10作を遡りながら紹介。ISBN 9784877630218
ソニア・イラストレーションズ
すべてコンパスより発売。
- ソニア・イラストレーションズ I - 『Vシリーズ』『Tシリーズ』『F40』のほか、『あにまーじゃんシリーズ』『ガイナロックR』などといった『VIPER』シリーズ以外のカラーイラストを収録。ISBN 9784906407781
- ソニア・イラストレーションズ II - 『-RISE-』『GTS』『M1』『F40』『CTR』のカラーイラストを収録。ISBN 9784877630317

### アンソロジーコミック
VIPERアンソロジーコミック
すべてコンパスより発売。
- VIPERアンソロジーコミック V-1 ISBN 9784906407620
- VIPERアンソロジーコミック V-2 ISBN 9784906407774
- VIPERアンソロジーコミック V-3 ISBN 9784877630010
- VIPERアンソロジーコミック V-4 ISBN 9784877630201
- VIPERアンソロジーコミック V-5 ISBN 9784877630492

ソニアアンソロジーコミックス
キルタイムコミュニケーションより発売。ISBN 9784860325367

### 小説
すべてP・ウォリアーが執筆。
VIPER LIMITED
コアマガジンより発売。『悪魔が来たりて…』の前日談。原作の面々に加え、オリジナルキャラクターも登場する。ISBN 9784877340124
VIPER -GTS-
コンパスより発売。『LIMITED』の改訂版。ISBN 9784906407972
VIPER CTR 〜あすか〜
メディアックスより発売。『ノーザン・ライト』と『あすか』を統合して小説化。原作の面々に加え、オリジナルキャラクターも登場する。ISBN 9784896135664
VIPER -F40-
ケイエスエスより発売。『F40』を小説化。ISBN 9784877092139

### 公式同人誌
すべてソニアより発売。
VIPER EVOLUTION
- VIPER EVOLUTION I
- VIPER EVOLUTION II
- VIPER EVOLUTION III
- VIPER EVOLUTION IV

VIPER LTD
- VIPER LTD 1
- VIPER LTD 2
- VIPER LTD 3
- VIPER LTD 4

### 無料配布冊子
ソニアインフォメーション
スタッフへのインタビュー、ユーザーからのお便り、P・ウォリアーのコラム漫画などを収録。